# ألبرت إل. غراي
ألبرت إل. غراي (بالإنجليزية: Albert L. Gray) هو سياسي أمريكي، ولد في 29 يناير 1846، وتوفي في 28 يوليو 1916. حزبياً، نشط في الحزب الديمقراطي. وقد انتخب عضو جمعية ولاية ويسكونسن.